# Рачунарска игра
Рачунарска (компјутерска) игра је игра која се игра помоћу рачунара. То је један од видова забаве у савременом свету. Рачунарске игре се стално развијају, побољшавају им се техничке карактеристике и постају све већи економски чинилац у многим светским земљама.
Израз „рачунарске игре“ се првенствено односи на игре специјално направљене за класичне (нпр. личне или кућне) рачунаре, док „игре за конзоле” се односи на игре које се играју на за то специјално направљеним „конзолама“ (које су, углавном, такође рачунари). Неке конзоле имају уграђене мониторе а друге користе ТВ за приказ слике. Израз „видео-игре“ се односи на све игре које за приказ садржаја користе екран.

## Историја рачунарских игара
Прву видео-игру направио је Американац Стив Расел, али она није доживала велики успех. Онда је десет година касније такође Американац Нелсон Бушнел направио прву видео-игру мало успешнију на тржишту. Тема је била тенис. У 1970-им годинама конзоле су омогућиле да се игре играју на екранима телевизора, у 1980-им су се појавиле конзоле на батерије. У 1990-им софтвер и хардвер су напредовали – слике су постајале све детаљније, а анимација боља.

## Жанрови

### Акционе игре
Ова врста игара је можда најједноставније игре и једне од најстаријих. Из ове категорије произашле су многе друге поткатегорије као што су платформе, „Beat 'em up” и „Shoot 'em”. Већина игара је рађена у 2D окружењу а еволуцијом из њих су произашле 3D тј. FPS, 3D платформе, авантуре итд.
Једна од најпознатијих игара овога типа јесте Super Mario. У данашње време већина акционих игара је рађена у програму Adobe Flash. Мале су величине и нема потребе за инсталацијом .

### Авантуре
Развој авантура почиње 1970. са Colossal Cave Adventure авантуром, касније познатом као Зорк серијал. Играч је био главни лик приче а у току играња наилазио би на разне загонетке рјешавајући дио по дио уз разне предмете. Прве игре овога типа биле су текстуалне и играч је команде давао текстуалним путем (на пример, „иди напред“ - енгл. go up, или „покупи то“ - енгл. pick up) и рачунар би исписивао реакције на то. Са развојем графике развијају се и авантуре па умјесто текстуалних команди сада би играч уз помоћ миша давао команде. Ове игре се сада зову покажи и кликни енгл. point-and-click авантуре и стекле су велику популарност захваљујући серијалима као што су Monkey Island, King's Quest, Broken Sword или Gabriel Knight.
Тренутно најпознатије игре овога типа су: Myst, Dreamfall и Fahrenheit.

### Аркаде
Аркаде представљају све игре које се играју на одређеним стројевима уз помоћ жетона или новца. Раде на принципу да након убацивања новца или жетона добија се одређен број поена (живота) или времена. Ове игре се обично налазе у забавним парковима, центрима, кафићима итд.
Најпознатије игре овога типа су: покер и слот. Поред ових игара у аркадне игре спадају и флипер, пикадо, стони фудбал итд .

### Хорор преживљавања
Хорор преживљавања (енгл. Survival Horror) јесте жанр у којем водите једног лика и покушавате преживети у ригорозним условима. Елемент страха је свеприсутан. Игре знају бити тешке у погледу акције и решавања разних загонетки. Графички су превладавале пререндиране позадине радије него 3Д (ради већег реализма). Призори Крви су често навелико и нашироко присутни, као и много насилних и морбидних сцена, стога се не препоручују млађим играчима, нити онима са слабим срцем. Неке игре су чак и забрањене у појединим државама.
Више о овом жанру : Survival Horror

### Симулације
Под симулацијама се подразумијевају игре у којима се симулира стварни живот или неки његови аспекти.

#### Управљачке симулације
У симулације такође спадају и игре као што је то The Sims, игра у којој играч симулира живот рачунарских ликова кроз разне радње као у реалном животу или SimCity (енгл. SimCity), где је циљ изградити град, успут савлађујући разне препреке. Према томе симулација је опширан појам и из њега су произашле разне категорије као што су игра Бога (енгл. God game), стратегија у реалном времену итд.
Најпознатије игре овога типа су: The Sims, Black&White, SimCity, Tycoon City: New York.

#### Симулације вожње и летења
Ове се ипак издвајају као посебна група, будући да су често на граници и са спортским играма. Тако симулације вожње могу бити и спортска такмичења, али и разне аркадне игра као Need for Speed серијал.
Игре као што су Microsoft Flight Simulator, игра у којој играч преузима улогу пилота авиона, или друге које симулирају свемирске летелице.

### Спортске игре
Спортске игре су игре које симулирају одређену врсту спорта. Јако су популарне и симулирају све врсте спортова укључујући фудбал, кошарку, одбојку, рукомет, голф, рагби, бејзбол, куглање, риболов, лов, бокс итд. Све игре углавном садрже имена правих играча, а сваке године излазе нове верзије игара па се истовремено и ажурирају са новим играчима. Најпознатији издавач ових игара је фирма EA Sports .
Најпознатије игре овога типа се углавном зову по организацијама, лигама или појединцима које су у њима у првом плану: FIFA Soccer, NBA Live, NHL, Tiger Woods и друге.

### - Пуцачина у првом лицу
(пуцачина у првом лицу) се може сматрати као поткатегорија акцијских пуцачина. Игре су рађене у тродимензионалном окружењу и у потпуној интеракцији играча и околине. Такође многе игре са погледом из трећег лица се сматрају FPS играма као што су Star Wars Battlefront, Unreal Tournament 2004, Duke Nukem 3D. Поред обичних постоје и тзв. шуњалице или „stealth-based games” као што је Splinter Cell и Thief. FPS игре су јако популарне и спадају у групу најпродаванијих игара данас.
Најпознатије игре овога типа су: Half-Life, Counter-Strike, Quake, Doom, Call of Duty, Halo, Far Cry.

### Стратегије у реалном времену
 - стратегија у реалном времену би била игра у којој се не игра на потезе, као у TBS (turn-based strategy) играма, већ се све дешава одмах. Играч најчешће управља над једном нацијом и развија је војно и економски да би на крају поразио другог играча. Прва игра овога типа, Stonkers, изашла је 1983. и била је направљена за рачунаре ZX Spectrum. Највећу популарност жанр RTS доживео је захваљујући студијима Westwood и Blizzard који су били заслужни за серијал Command & Conquer односно Warcraft захваљујући којем је жанр стекао велику популарност. По многима, најуравнотеженија игра овог жанра је Старкрафт (Starcraft), у директном сродству са играма Warcraft, чији је режим за више играча (мултиплејер) и сада, десетак година касније, популаран међу играчима.
Најпознатије игре овога типа су: серијали Warcraft, Starcraft, Command & Conquer, Age of Empires, Dune.

### - Игре играња улога
(игра играња улога) су игре у којој играч преузима улогу лика и пролази кроз игру путем нарације, односно интеракције са осталим NPC (non-playing characters) рачунарски вођеним ликовима. Играч има потпуно креативну контролу над причом. Битни аспекти обих игара јесу креирање и даље унапређивање ликова. У току игре играч добија XP (Experience Points) поене које троши на даљи развој лика. RPG се могу поделити на 2 врсте: 
- Западњачке
- Јапанске

Главна разлика између ових игара је у томе што су јапанске игре више линеарне и играч нема пуну контролу над причом. Такође у западњачким играма конструкција лика је потпуно другачија од јапанске, па тако приликом креирања ликова играч може да бира расу и класу. Класе у већини игара су сличне па играч може бирати између Warrior, Mage, Necromancer, Monk, Archer. Свака класа се одликује одређеним атрибутима које се повећавају како играч напредује кроз игру и свака класа има специјалне моћи па тако Necromancer подиже мртве, Mage баца магије, Monk лечи итд. Све ове класе имају своје предности и мане. Док у јапанским RPG играма главни јунак приче је најчешће ратник, warrior. Једно од карактеристика јапанских игара јесу 4 елемента света, ватра, вода, ваздух и земља која су у већини игара повезана са одређеним непријатељима, односно бићима.
2006. године креативни тим фирме Shine Co на челу са Миланом Ђидаром урадио је прву српску RPG авантуру на српском језику и за српско тржиште под називом Царевић Борис и мач доброте. Царевић Борис и мач доброте је игра базирана на словенској митологији у којој играч сусреће прегршт бића и предмета из словенског веровања.
Најпознатије игре овога типа су: Final Fantasy, Baldur's Gate, Diablo, Диабло 2, Morrowind, Neverwinter Nights, Star Ocean, Grandia, Lunar, Chrono Trigger, Chrono Cross.

### - Масовна вишеиграчка игра играња улога
(масовна вишеиграчка игра играња улога путем интернета) је један од најновијих видова играња и уједно у најбржем расту због исплативости за произвођаче јер се за ове игре најчешће плаћа мјесечна претплата у износу од ~15€. Изузеци су бесплатне игре овога типа као што су Silkroad Online, Knight Online, Anarchy Online, [http://www.travian.com/ Travian online, итд. Једна карактеристична игра за овај жанр јесте Guild Wars јер је то једина ммо игра која не захтева месечну претплату него само купљени оригинал. Најпопуларнија ммо игра јесте World of Warcraft која има преко 9 милиона фанова широм света, па и није чудо да све више компанија постаје заинтересовано за овај вид забаве.